# 井上徳治
井上 徳治（いのうえ とくじ、1905年3月22日 - 2002年5月21日 ）は、日本の経営者。鐘淵化学工業社長、会長を務めた。

## 来歴・人物
大阪府出身。1928年に慶應義塾大学経済学部を卒業し、同年に鐘紡に入社。1949年に鐘淵化学工業に転じ、1950年2月に取締役に就任し、1956年11月に常務、1962年11月に専務を経て、1968年5月に副社長に就任し、1969年5月には社長に昇格。1974年11月に会長に就任し、1978年6月から相談役を務めた。
1968年3月に藍綬褒章を受章。
2002年5月21日老衰のために死去。97歳没。